# Stadion Grand Hamad
Stadion Grand Hamad ar. استاد حمد الكبير), poznat i kao stadion Al-Arabi Sports Club je višenamjenski stadion u Dohi, u Kataru. Kapacitet stadiona je 13.000 mjesta, a trenutno se uglavnom koristi za nogometne utakmice kao domaći teren Al-Arabi SC-a. Stadion se intenzivno koristio tijekom Azijskih igara 2006., za nekoliko sportova, uključujući nogomet, stolni tenis, ragbi i mačevanje. Iračka nogometna reprezentacija odigrala je na stadionu svoje utakmice kvalifikacije za Svjetsko prvenstvo u nogometu 2014. godine, a Jemenska u kvalifikacijama za Svjetsko prvenstvo 2018.

## Kvalifikacije za svjetska prvenstva
Utakmice kvalifikacija za svjetska prvenstva odigrane na stadionu:
| Datum               | Momčad #1 | Rezultat. | Momčad #2  | Kolo / Grupa |
| ------------------- | --------- | --------- | ---------- | ------------ |
| 25. ožujka 2001.    | Malezija  | 4-3       | Palestina  | Grupa 3      |
| 11. studenoga 2011. | Irak      | 1-0       | Kina       | Grupa 1      |
| 29. veljače 2012.   | Irak      | 7-1       | Singapur   | Grupa 1      |
| 12. lipnja 2012.    | Irak      | 1-1       | Oman       | Grupa B      |
| 16. listopada 2012. | Irak      | 1-2       | Australija | Grupa B      |
| 14. studenoga 2012. | Irak      | 1-0       | Jordan     | Grupa B      |
| 11. lipnja 2013.    | Irak      | 0-1       | Japan      | Grupa B      |
| 12. ožujka 2015.    | Jemen     | 3-1       | Pakistan   | Prvo kolo    |
| 8. rujna 2015.      | Jemen     | 0-4       | Bahrein    | Grupa H      |
| 17. studenoga 2015. | Jemen     | 1-3       | Uzbekistan | Grupa H      |